# وادي عظمان (حزم العدين)

تعديل مصدري - تعديل

وادي عظمان هي إحدى قرى عزلة حقين بمديرية حزم العدين التابعة لمحافظة إب، بلغ تعداد سكانها 466 نسمة حسب تعداد اليمن لعام 2004.